# Spilosoma brunnea
Spilosoma brunnea är en fjärilsart som beskrevs av Franciscus J.M. Heylaerts 1890. Spilosoma brunnea ingår i släktet Spilosoma och familjen björnspinnare. Inga underarter finns listade i Catalogue of Life.